# Gregory Hlady
Gregory Hlady est un metteur en scène et acteur canadien d'origine ukrainienne, né le 4 décembre 1954 à Khorostkiv en RSS de l'Ukraine. Depuis les années 1990 il travaille à Montréal. Homme de théâtre, il interprète bon nombre de rôles au cinéma et à la télévision. Élève, puis collaborateur d'Anatoli Vassiliev, il est reconnu en Russie et en Ukraine comme un des plus grands acteurs de sa génération. À Montréal, il a notamment travaillé avec les metteurs en scène Brigitte Haentjens, Paula de Vasconcelos, Sasha Marine et Denis Marleau, de même qu'avec les réalisateurs Robert Lepage, Podz, Kim Nguyen et Guy Maddin.

## Biographie

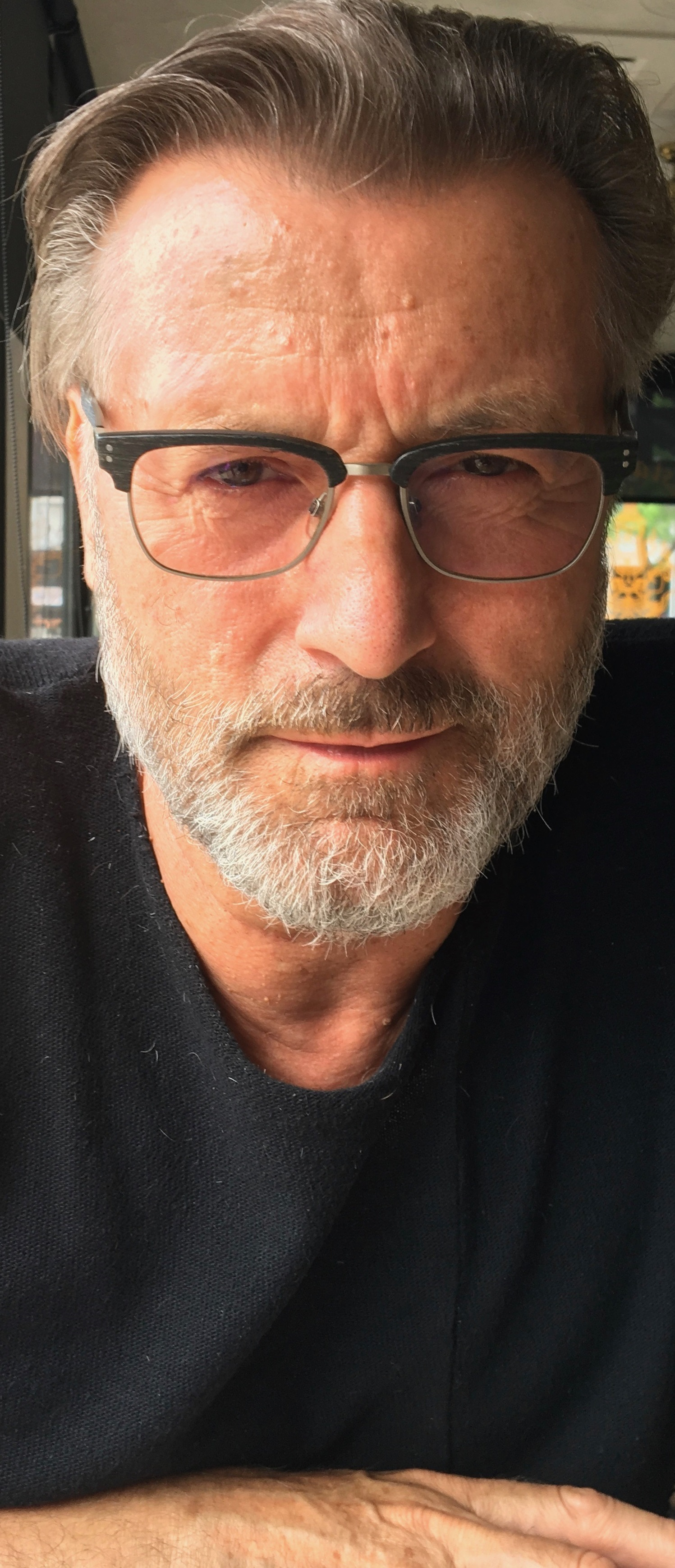
Grégory Hlady, metteur en scène et acteur

Gregory Hlady a étudié en Ukraine et en Russie. Au cours de ses études, il côtoie les grands noms du théâtre d’Europe de l’Est dont Grotowsky, Vaitkus, Lubimov, Niecrocius et Barba. Il obtient son diplôme en interprétation de l’Institut national de théâtre, cinéma et télévision Karpenko-Kary de Kiev en 1976. Il fait ses débuts au Théâtre national Taras-Chevtchenko de Kharkiv en Ukraine et durant les années 1980, il joint le Théâtre de la jeunesse de Kiev, puis le Théâtre dramatique national de Kaunas en Lituanie. En tant qu'élève d'Anatoli Vassiliev, il obtient son diplôme de metteur en scène à l’Institut Théâtral de Moscou (GITIS en 1989). Il intègre ensuite la troupe de l’École d’art dramatique de Vassiliev à Moscou et devient l’acteur fétiche de son maître. Les rencontres effectuées pendant ces années, son talent et son dévouement total pour le théâtre en feront un des acteurs les plus en vue d’Europe de l’Est. Polyglotte, il joue en russe, en polonais, en ukrainien, en anglais et en français. Au théâtre, il tient les rôles titres parmi lesquels on peut nommer : Caligula d'Albert Camus, Cyrano de Bergerac d'Edmond Rostand, Le Prince constant de Calderón. Avec la troupe, il joue le père dans Six Personnages en quête d'auteur et Rico Verri dans Ce soir on improvise de Luigi Pirandello, Astrov dans Oncle Vania de Tchekhov, Stavroguine dans Les Démons et Rogojine dans L'Idiot de Dostoïevski, ce dernier rôle offre à Hlady une première présence au Festival d'Avignon en 1988. En 2000, il retrouve Vassiliev au Théâtre Valle Eti à Rome pour jouer le rôle de Salieri dans Mozart et Salieri d’Alexandre Pouchkine, rôle qu’il reprendra en 2006 au Festival de Théâtre d’Amsterdam et au Festival d’Avignon.
En 1989, venu au Québec avec la troupe de Vassiliev pour présenter Six Personnages en quête d’auteur au Festival de théâtre des Amériques, Gregory Hlady décide de poursuivre son parcours à Montréal. Les mises en scène s’enchaînent, dont Invitation au supplice de Nabokov qu’il montera à l’invitation de l’École nationale de théâtre du Canada. Avec le Groupe de la Veillée, il signe les mises en scène de Retour d’Harold Pinter, qui recevra en 1992 le prix de la meilleure mise en scène de l’Association québécoise des critiques de théâtre, d'Amerika de Franz Kafka (à Montréal et en Belgique en 1992-1993), Le roi se meurt d’Eugène Ionesco (1994), Cœur de chien, une adaptation du roman de Boulgakov (2009), La Noce de Bertolt Brecht (2011 et reprise en 2012), La Danse de mort de Strindberg (2012) et Le Joueur, d’après Dostoïevski (2016). À l'invitation du chanteur Bruno Pelletier, il signe la mise en scène de Dracula, entre l'amour et la mort, un théâtre musical présenté au Théâtre Saint-Denis et en tournée en 2006, où il dirige plusieurs chanteurs et musiciens. Ce spectacle lui vaut une nomination pour le prix de la meilleure mise en scène au gala de l'ADISQ.
Travaillant surtout à Montréal, Gregory Hlady signe plusieurs mises en scène à l’étranger, dont Urlicht de Gustav Mahler à Vienne, L'Ange de feu de Valeri Brioussov au Théâtre national Mihai Eminescu en Roumanie et en 2004, à Kiev, il monte Hysteria (en) de Terry Johnson (en) au Théâtre national Ivan Franko. Il participe à la mise en scène avec Iouri Lioubimov du spectacle Chatzky de Griboïedov au Festival Moscou-Berlin en plus d’y interpréter le rôle de Moltchaline et en 2018 Purge de Sofi Oksanen au Théâtre national Ivan Franko de Kiev.
Comédien à la forte présence, on le voit sur les planches à Montréal où il joue sous la direction de Brigitte Haentjens (Électre, Espace GO, 1999), de Denis Marleau (Intérieur, Ubu compagnie de création à Montréal et à Paris, 2001) de Paula de Vasconcelos (Du sang sur le cou du chat, de Fassbinder, à Montréal en en tournée en Italie, 1994) (L’Autre, Pigeon international, 2001, en tournée à Vancouver, en Allemagne et au Portugal) et de Sasha Marine (Stanley Kowalski, Un tramway nommé Désir, Théâtre du Rideau vert, 2008).
Au cinéma et à la télévision, il interprète des premiers rôles d’importance dans plus d’une cinquantaine de productions tant en Europe qu’en Amérique dont : professeur Miller dans The Apostate, de Valeri Roubintchik (Biélorussie, Allemagne, Autriche, 1987) (prix du meilleur acteur au Festival international du film de Catalogne), Cyrano dans Cyrano de Bergerac de Naum Birman (en) (Russie, 1990), Ivan dans Paths of Death and Angels de Zoltán Kamondi (en) (Hongrie, 1991), Max dans Leningrad November de Andreas Schmidt (Allemagne, 1991), Larin dans Musique pour décembre (ru) de Ivan Dykhovitchny (Russie, présenté au Festival de Cannes, section Second regard, 1995), Alexandre dans Le Marais de Kim Nguyen (Québec, 2002), Viktor Banev dans Les Signes disgracieux de Konstantin Lopouchanski (Russie, 2006), Morozov dans Morozov (minisérie, 12 épisodes) de Andreï Djunkovsky 2007, Stan dans 19-2 (télésérie pour Radio-Canada, 2012-2014), Dr Dean et Vicomte dans La Chambre interdite de Guy Maddin (Montréal, 2013) et plusieurs autres rôles marquants.

## Formation
1976 Diplômé de l'Université nationale de théâtre, de cinéma et de télévision Karpenko-Kary de Kiev (Ukraine), dans la classe de Boris Stavitski.
1989 Diplômé de l'Académie russe des arts du théâtre (GITIS), la plus grande école de théâtre de Russie, où il est l'élève d'Anatoli Vassiliev.

## Théâtre

### Metteur en scène
- 1989 : L'Invitation au supplice de Nabokov / 1re version Lietuvos rusų dramos teatras Vilnius (Lituanie)
- 1990 : L'Invitation au supplice de Nabokov / École Nationale de Théâtre (Montréal)
- 1991 : Urlicht de Gustav Mahler / Franz Kafka / Compagnie Centrifuge / Vienne (Autriche)
- 1992 : Le Retour de Harold Pinter / Groupe de la Veillée à Montréal
- 1994 : Le roi se meurt d'Eugène Ionesco / Groupe de la Veillée à Montréal
- 1995 : Amerika de Franz Kafka / Groupe de la Veillée à Montréal et à Bruxelles
- 1995 : L'Idiot de Fiodor Dostoïevski / Agora de la danse à Montréal
- 1998 : Not Medea / Yuri Tarnawsky / Mabou Mines / Theatre La Mama (New York)
- 1999 : Rêve d'orgueil de Fiodor Dostoïevski / Infini Théâtre à Montréal
- 2000 : Rêve de Kateryna / Infini Théâtre à Montréal
- 2004 : Hysteria de Terry Johnson / Théâtre national Ivan Franko à Kiev (Ukraine)
- 2006 : Dracula, entre l'amour et la mort / Théâtre Saint-Denis à Montréal / Tournée : Québec et Lyon
- 2007 : L'Ange de feu de Valeri Brioussov / Théâtre national Mihai Eminescu à Timișoara (Roumanie)
- 2008 : Cœur de chien de Mikhail Boulgakov / Théâtre Prospero à Montréal
- 2011 : La Noce de Bertolt Brecht / Théâtre Prospero à Montréal
- 2012 : La Danse de mort d'August Strindberg / Théâtre Prospero à Montréal
- 2016 : Le Joueur de Fiodor Dostoïevski / Théâtre Prospero à Montréal (Canada)
- 2018 : Purge de Sofi Oksanen / Théâtre Franko, Kiev (Ukraine)

### Acteur
- 1983 : Oracle / Caligula / Yonas Vaitkus / Théâtre de Kaunas (Lituanie)
- 1984 : Astrov / Oncle Vania / Sergiy Danchenko / Théâtre national Ivan Franko, Kiev
- 1989 : Rico Verri / Today We Improvise / Anatoli Vassiliev / Tournée Internationale
- 1990 : Père / Six Personnages en quête d'auteur / Anatoli Vassiliev / Tournée Internationale + FTA Montréal
- 1990 : Macduff / Macbeth / Ihor Cishkevitch / New Generation theatre Group (Ohio, USA) / Festival d'Édinburg
- 1995 : Joseph K / Amerika de Franz Kafka / Groupe de la Veillée
- 1999 : Égisthe / Électre / Brigitte Haentjens / Théâtre Espace Go
- 1999 : Parfione / Rêve d'Orgueil / Gregory Hlady / Infini Théâtre
- 2000 : L'Étranger / Intérieur / Denis Marleau / Théâtre Rideau Vert
- 2001 : L'Étranger / L'Autre / Paula de Vasconcellos / Usine C (Montréal, Vancouver, Portugal, Allemagne) : L'étranger
- 2001 : GH / Les Rêves de K / Gregory Hlady / Infini Théâtre (Montréal) : GH
- 2006 : Salieri / Mozart et Salieri, Alexandre Pouchkine / Anatoli Vassiliev / Théâtre Eti à Rome (2000) Festivals Amsterdam et Avignon
- 2009: Stanley Kowalsky / Un tramway nommé Désir, Tennessee Williams / Alexandre Marine / Théâtre du Rideau Vert
- 2013: Onéguine / Eugène Onéguine, Alexandre Pouchkine / Jonas Vaitkus / Lietuvos rusų dramos teatras Vilnius (Lituanie)

## Cinéma et télévision

### Acteur
- 1973 : Seuls les « vieux » vont se battre (russe : В бой идут одни «старики»)
- 1981 : Taka piznya, taka tyopla osin' (ukrainien : Така пізня, така тепла осінь)
- 1982 : Vozvrashchenie Batterflyay
- 1984 : Ukradene schastya (ukrainien : Украдене щастя) (TV) : Mykhaïlo
- 1984 : Zateryannye v peskakh
- 1986 : Obvinyayetsya svadba
- 1986 : Mama, rodnaya, lyubimaya...
- 1987 : Otstupnik : Miller
- 1987 : Voydite, strazhdushchie!
- 1988 : Fantasticheskaya istoriya
- 1990 : Vospominanie bez daty
- 1990 : Leningrad. Noyabr
- 1991 : Halálutak és angyalok : Schrevek István
- 1991 : Anna Karamazoff
- 1992 : La Bête de foire : Borkine
- 1993 : Les Grands Procès : M. Gouzenko
- 1994 : Mouvements du désir : L'homme au téléphone
- 1994 : Mrs Parker et le Cercle vicieux (Mrs. Parker and the Vicious Circle) : Le directeur russe
- 1995 : Musique pour décembre (Muzyka dlya dekabrya) : Larin
- 1995 : Bullet to Beijing : L'inspecteur de police
- 1995 : Zoya : Les Chemins du destin (Zoya) (téléfilm) : Diaghilev
- 1996 : Chercheurs d'or (série télévisée) : Un gestionnaire russe
- 1996 : L'Homme idéal : Lazslo
- 1997 : Strip Search : Helmut Wicks
- 1997 : Les Mille Merveilles de l'Univers : Un officier d'élite
- 1997 : Contrat sur un terroriste (The Assignment) : KGB Aide
- 1998 : Musketeers Forever : Lead Russian Mobster
- 1998 : Hysteria : Syd Meeker
- 1998 : Thunder Point (téléfilm) : Un soldat russe
- 1998 : Le Violon rouge : Coat Attendant (Montréal)
- 1998 : Quelque chose d'organique
- 1999 : Cover Me (série télévisée) : Gregory Pechorin
- 1999 : Running Home : Truba
- 1999 : Laura Cadieux... la suite
- 2000 : Neskorenyj : Roman Shukhevych
- 2000 : Double Traque (The Tracker) (téléfilm) : Gregory / Delivery Man #1
- 2002 : La Somme de toutes les peurs (The Sum of All Fears) : Milinov
- 2002 : Un agent d'influence (Agent of Influence) (téléfilm) : Gregory Aloysha
- 2002 : Le Marais : Alexandre
- 2003 : La Face cachée de la Lune : L'interprète
- 2003 : Spinning Boris : Andrei Lugov
- 2004 : Les Remords d'une mère (The Iris Effect) (téléfilm) : Ivan
- 2004 : Jack Paradise (Les nuits de Montréal) : Gino O'Connor
- 2004 : Manners of Dying : The Cook
- 2005 : Last Best Chance (vidéo) : Dubrovsky
- 2006 : Délivrez-moi : Milan
- 2006 : Les Vilains Petits Canards : Viktor Banev
- 2006 : The Point : Grey Car Guy
- 2010 : L'Appât : Poutine
- 2012 : Diego Star : Captain
- 2013 : Spiritismes
- 2015 : Le nom que tu portes
- 2015 : La Chambre interdite (The Forbidden Room)
- 2016 : Gear
- 2018 : Woman in Car

## Prix
- 1985 : Meilleur acteur pour Non-Officer - URSS[1] - Prix du public
- 1988 : Meilleur acteur pour The Apostate au festival international du film de Catalogne
- 1992 : Meilleure mise en scène pour Le Retour - Prix de l'Association québécois des critiques de théâtre (AQCT)